# حاجي رايت
حاجي رايت (بالإنجليزية: Haji Wright) (27 مارس 1998 بلوس أنجلوس في الولايات المتحدة - ) هو لاعب كرة قدم أمريكي في مركز الهجوم. شارك مع منتخب الولايات المتحدة تحت 17 سنة لكرة القدم ومنتخب الولايات المتحدة تحت 18 سنة لكرة القدم. أما مع النوادي، فقد لعب مع شالكه 04 وNew York Cosmos (2010) ‏.

## وصلات خارجية
- حاجي رايت على موقع قاعدة بيانات كرة القدم.إي يو (الإنجليزية)
- حاجي رايت على موقع بيانات كرة القدم. دي إي (الألمانية)
- حاجي رايت على موقع ناشيونال فوتبول تيمز (الإنجليزية)
- حاجي رايت على موقع Soccerbase.com (لاعب) (الإنجليزية)
- حاجي رايت على موقع Soccerway.com (الإنجليزية)
- حاجي رايت على موقع عالم كرة القدم.نت (الإنجليزية)